# Vreeburgpassage
De Vreeburgpassage is een klein winkelcentrum in het centrum van Rosmalen. Het winkelcentrum is gebouwd in 1992 en is een passage tussen de Torenstraat en de Dorpsstraat. De naam is mogelijk een verwijzing naar Villa Vreeburg, de eerste naam van Villa De Driesprong aan De Driesprong.
Bij de opening van het winkelcentrum was er veel kritiek op de vloer van het winkelcentrum. Deze werd te glad bevonden. De aannemer heeft toen nieuwe, stroevere tegels in het centrum geplaatst, om de vloer minder glad te maken. Ook nadat deze nieuwe tegels er in liggen, wordt de vloer nog als glad ervaren.
Het dak van het centrum is van glas. Overal vanuit het centrum kan men daardoor de Sint-Lambertuskerk zien.
Op de plaats waar het winkelcentrum staat, stond vroeger de Sint-Joseph Jongensschool.

## Fotogalerij

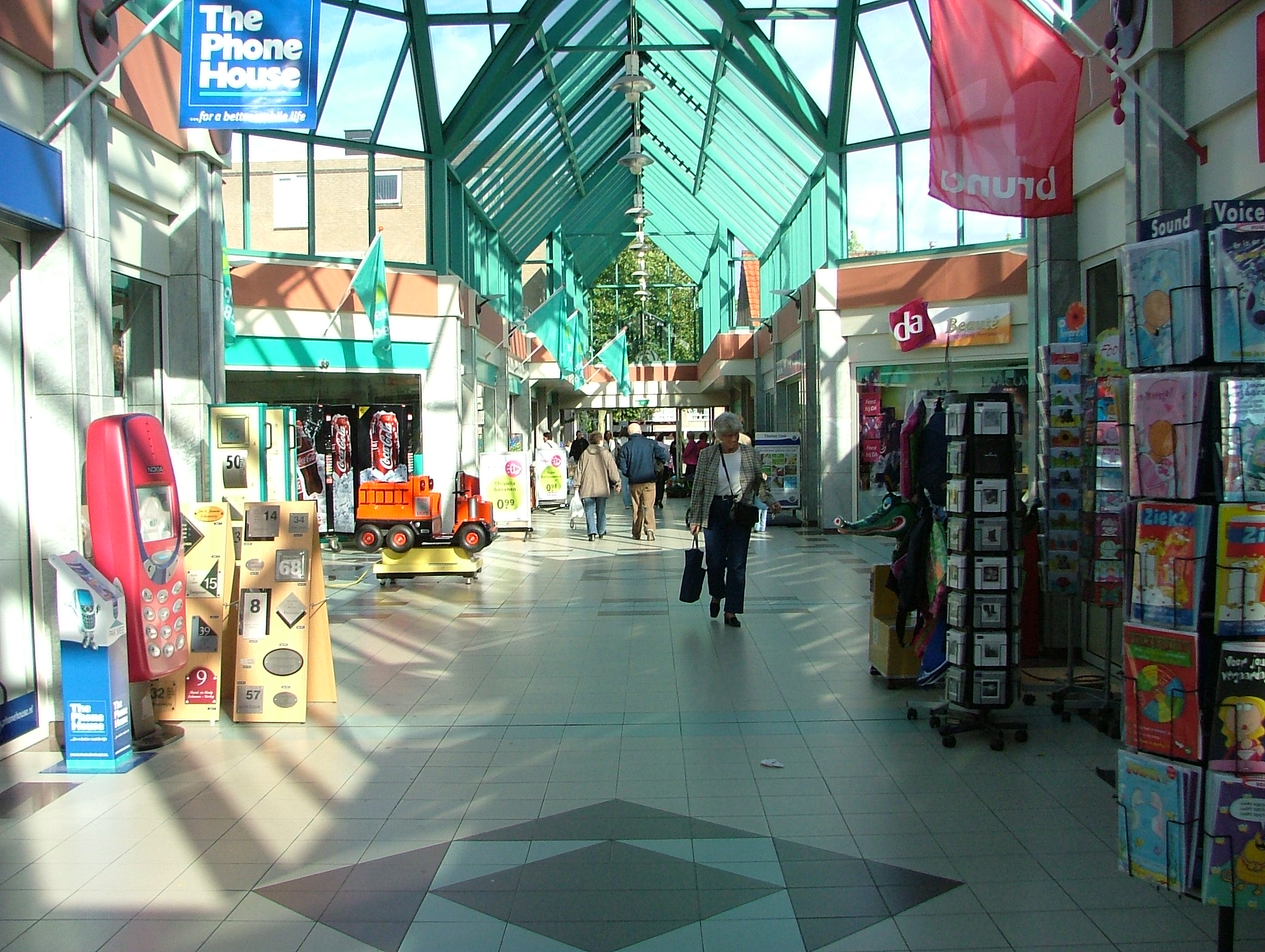
Binnen in de Vreeburgpassage
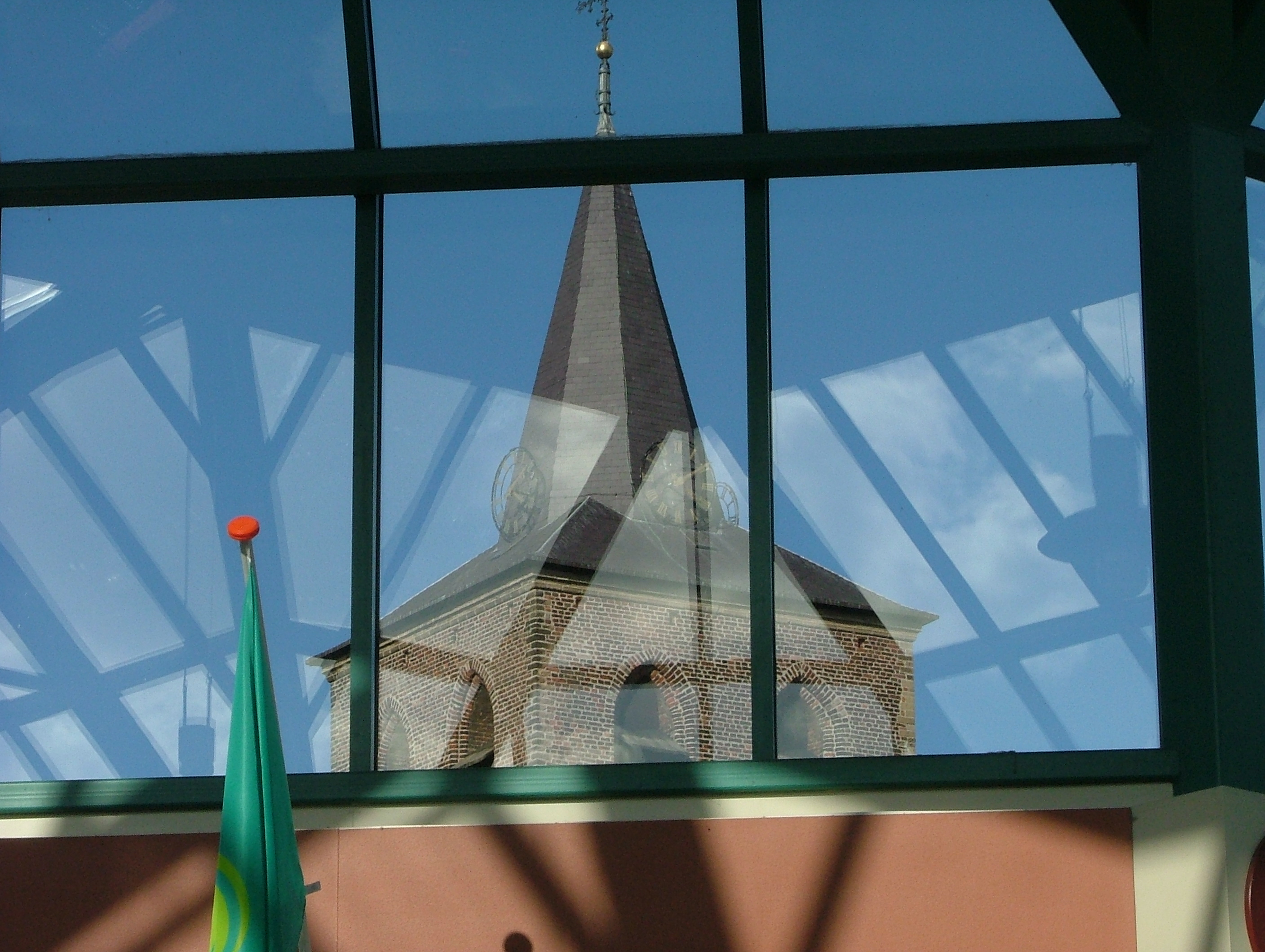
De kerktoren van de Sint-Lambertuskerk vanuit de Vreeburgpassage